# Bryantiella palmeri
Bryantiella palmeri là một loài thực vật có hoa trong họ Polemoniaceae. Loài này được (S.Watson) J.M.Porter mô tả khoa học đầu tiên năm 2000.